# Wasilij Sawin
Wasilij Wasilijewicz Sawin (ros. Василий Васи́льевич Савин, ur. 2 kwietnia 1967 w Murmańsku) – rosyjski narciarz klasyczny reprezentujący Związek Radziecki, specjalista kombinacji norweskiej, srebrny medalista mistrzostw świata juniorów.

## Kariera
W Pucharze Świata Wasilij Sawin zadebiutował 23 lutego 1985 roku w Leningradzie, zajmując 14. miejsce w zawodach metodą Gundersena. Tym samym w swoim debiucie od razu zdobył pierwsze pucharowe punkty. W klasyfikacji generalnej sezonu 1984/1985 zajął ostatecznie 41. pozycję. Najlepsze wyniki w Pucharze Świata osiągnął w sezonie 1986/1987, który ukończył na siódmym miejscu. Wtedy też po raz pierwszy w karierze stanął na podium zawodów pucharowych, zajmując drugie miejsce w Gundersenie 3 stycznia 1987 roku w Schonach. W tym sezonie na podium stanął jeszcze raz - 13 marca 1987 roku w Leningradzie odniósł swoje jedyne pucharowe zwycięstwo. Ostatni raz na podium stanął 12 marca 1988 roku w Falun, gdzie był drugi w Gundersenie. Sezon 1987/1988 zakończył na dziewiątej pozycji.
W 1986 roku wystąpił na Mistrzostwach Świata Juniorów w Lake Placid, gdzie wspólnie z kolegami wywalczył srebrny medal w zawodach drużynowych. Rok później wystartował na Mistrzostwach Świata w Oberstdorfie, gdzie był jedenasty w Gundersenie. Podczas Igrzysk Olimpijskich w Calgary w 1988 roku, indywidualnie był dziesiąty. Startował także w sztafecie, jednak reprezentanci ZSRR nie ukończyli rywalizacji. W 1989 roku brał udział w Mistrzostwach Świata w Lahti, gdzie uplasował się na 31. pozycji. W 1992 roku zaliczył ostatni występ na dużej imprezie, zajmując indywidualnie 22. miejsce na Igrzyskach Olimpijskich w Albertville. Po tych igrzyskach postanowił zakończyć karierę.

## Osiągnięcia

### Igrzyska Olimpijskie
| Miejsce | Dzień     | Rok  | Miejscowość | Konkurencja             | Wynik zwycięzcy | Strata      | Zwycięzca      |
| ------- | --------- | ---- | ----------- | ----------------------- | --------------- | ----------- | -------------- |
| 10.     | 28 lutego | 1988 | Calgary     | Gundersen K-90/15 km    | 38:16.8 min     | +1:55.4 min | Hippolyt Kempf |
| DNF     | 24 lutego | 1988 | Calgary     | Sztafeta K-90/3 × 10 km | 1:20:46.0 h     | -           | RFN            |
| 22.     | 12 lutego | 1992 | Albertville | Gundersen K-90/15 km    | 44:28.1 min     | +4:56.7 min | Fabrice Guy    |

### Mistrzostwa świata
| Miejsce | Dzień     | Rok  | Miejscowość | Konkurencja          | Wynik zwycięzcy | Strata      | Zwycięzca         |
| ------- | --------- | ---- | ----------- | -------------------- | --------------- | ----------- | ----------------- |
| 11.     | 13 lutego | 1987 | Oberstdorf  | Gundersen K 90/15 km | 423.80 pkt      | ?           | Torbjørn Løkken   |
| 31.     | 18 lutego | 1989 | Lahti       | Gundersen K 90/15 km | 37:10.7 min     | +5.49.7 min | Trond Einar Elden |

### Mistrzostwa świata juniorów
| Miejsce | Dzień     | Rok  | Miejscowość | Konkurencja             | Wynik zwycięzcy | Strata | Zwycięzca |
| ------- | --------- | ---- | ----------- | ----------------------- | --------------- | ------ | --------- |
| 2.      | 13 lutego | 1986 | Lake Placid | Sztafeta K-90/3 × 10 km | ?               | ?      | Norwegia  |

### Puchar Świata

#### Miejsca w klasyfikacji generalnej
- sezon 1984/1985: 41.
- sezon 1986/1987: 7.
- sezon 1987/1988: 9.
- sezon 1989/1990: 10.
- sezon 1990/1991: 18.

#### Miejsca na podium chronologicznie
| Nr | Data            | Miejscowość | Konkurencja         | Wynik zwycięzcy | Pozycja | Strata | Zwycięzca          |
| -- | --------------- | ----------- | ------------------- | --------------- | ------- | ------ | ------------------ |
| 1. | 3 stycznia 1987 | Schonach    | Gundersen K90/15 km | ?               | 2.      | ?      | Hubert Schwarz     |
| 2. | 13 marca 1987   | Leningrad   | Sprint K90/7.5 km   | ?               | 1.      | -      | -                  |
| 3. | 12 marca 1988   | Falun       | Gundersen K90/15 km | ?               | 2.      | ?      | Klaus Sulzenbacher |